# Filipe II, Duque de Orleães
Filipe II Carlos de Orleães (em francês: Philippe II Charles d'Orléans; Saint-Cloud, 2 de agosto de 1674 — Versalhes, 2 de dezembro de 1723), foi um nobre francês, tendo sido Duque de Orleães e Regente da França de 1715 até 1723. Sendo sua regência durante a menoridade de Luís XV a última no reino da França, ele ainda é habitualmente chamado de "o Regente" (le Regent) e seu governo de "a Regência" (la Régence).

## Início de vida

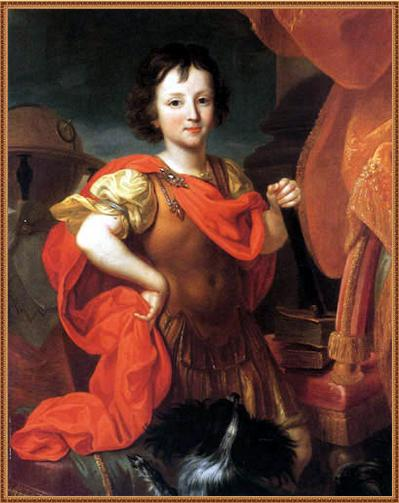
Filipe quando criança, em 1686, por Nicolas de Largillière

Filipe Carlos nasceu em 2 de agosto de 1674, no Castelo de Saint-Cloud. Seu pai era Filipe de França, Duque de Orleães, irmão mais novo do rei Luís XIV e conhecida na corte como "Monsieur". Sua mãe era Isabel Carlota do Palatinado, apelidada de Liselotte, filha de Eleitor do Palatinado.
Como neto do rei Luís XIII, ele detinha o estilo de tratamento de "Neto da França" (Petit-enfant de France). Ao nascer, ele foi intitulado como "Duque de Chartres" e era formalmente chamado de "Monsieur le Duc de Chartres". Sendo o segundo filho vivo de seus pais, seu nascimento não foi recebido com o entusiasmo. Quando do seu nascimento, Filipe ocupava o quarto lugar na linha de sucessão ao trono francês, apenas atrás do Grande Delfim, seu próprio pai e seu irmão mais velho, Alexandre Luís, Duque de Valois.
Devido à morte prematura de seu irmão mais velho, o príncipe Filipe se tornou o herdeiro aparente do duque de Orleães. A educação do príncipe foi dirigida pelo abade de espírito livre Guillaume Dubois, que mais tarde se tornou ministro do rei Luís XV. A mãe de Filipe, Isabel Carlota, opôs-se à chamada visão de mundo "degenerada" de Dubois, mas em vão. Filipe aprendeu física, matemática e música, além de história, filosofia e política da França.
O duque de Chartres cresceu na corte de seu pai em Saint-Cloud e no Palácio Real, residência parisiense histórica da família Orleães até a Revolução Francesa. O Palácio Real era frequentado pelo círculo libertino do pai de Filipe e incluía, entre outros, as Mazarinettes e o amante homossexual do duque de Orleães, Filipe, Cavaleiro de Lorena.

## Casamento
Em 1688, Luís XIV comunicou ao seu irmão mais novo, Monsieur, seu desejo de casar sua filha legitimada Francisca Maria de Bourbon, conhecida como Mademoiselle de Blois, com o duque de Chartres. Francisca Maria era uma das filhas do rei com sua amante mais célebre, Madame de Montespan.

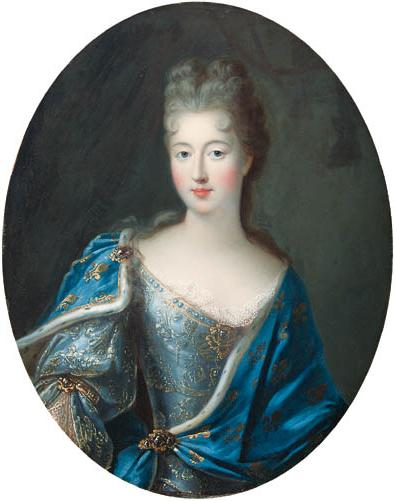
Francisca Maria de Bourbon

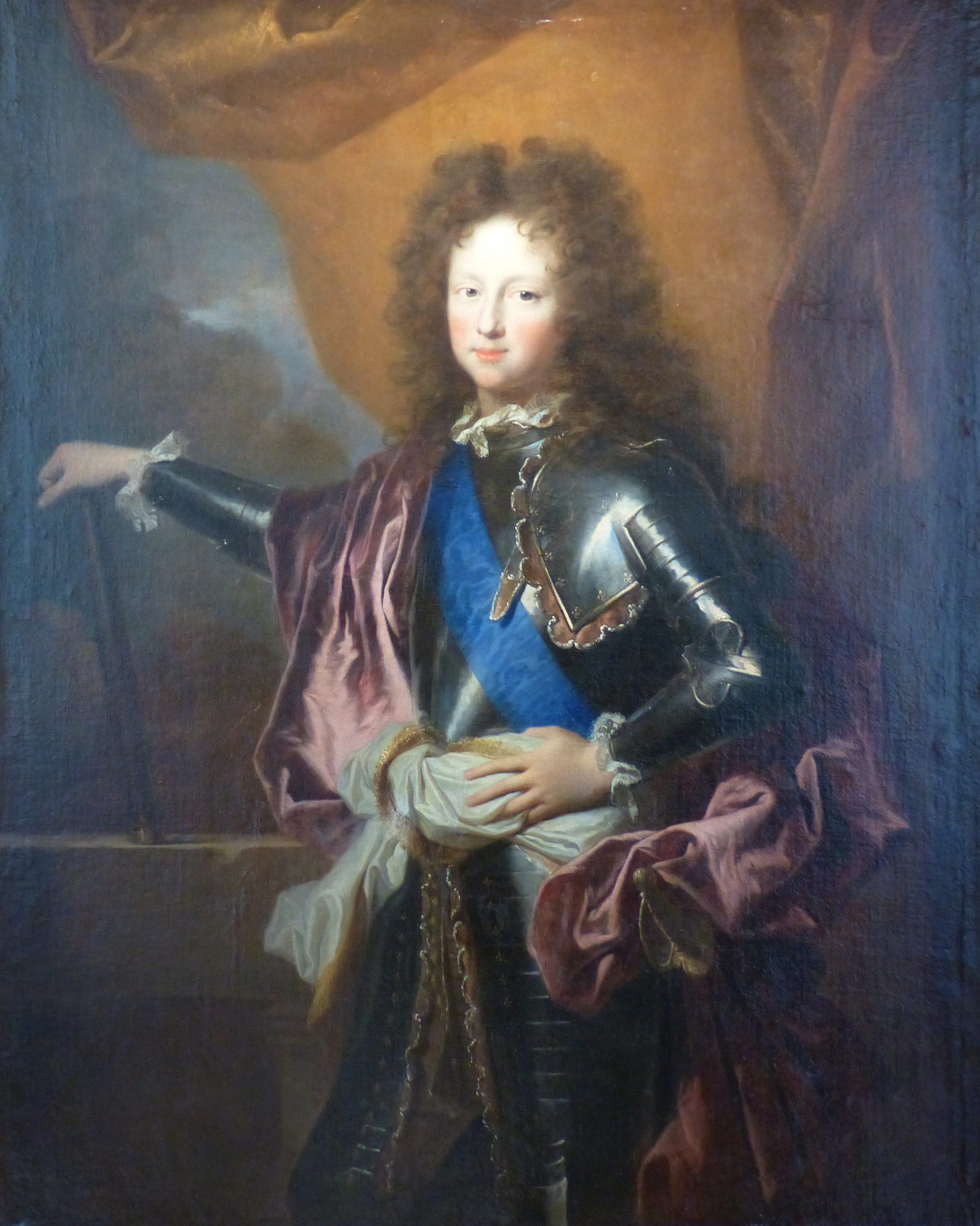
Filipe quando duque de Chartres, em 1689, por Hyacinthe Rigaud

Os pais de Chartres se opuseram fervorosamente ao projeto de casamento. Monsieur, percebeu uma intenção mal disfarçada do irmão em forçar um príncipe de um ramo légitimo da Casa de Bourbon a se casar com uma bastarda real, o que significava diminuir o prestígio da dinastia e, portanto, eliminar qualquer chance do ramo de Orleães de herdar o trono francês. A mãe de Filipe, Isabel Carlota, também protestou de todas as maneiras possíveis contra a união de seu filho com quem ela considerava "fruto do adultério duplo". "Se eu pudesse ter impedido o casamento do meu filho derramando meu sangue, eu o teria feito, mas desde que o assunto foi resolvido, eu só desejei a reconciliação", escreveu a duquesa em suas memórias. Apesar da oposição, Luís XIV e o abade Dubois encorajaram persistentemente a união e o jovem Chartres acabou por ceder à vontade real. Isabel Carlota viu o casamento do filho como uma má aliança e uma humilhação e reagiu com indignação e raiva. Vários cronistas relatam que ela não estava mais no controle de suas emoções e começou a chorar de desespero na frente de toda a corte. O Duque de Saint-Simon relatou que quando a duquesa se interou que o filho consentiu com o casamento ela deu-lhe uma bofetada no rosto na frente de toda a corte.
Finalmente, em 18 de fevereiro de 1692, Chartres e Francisca Maria se casaram no Palácio de Versalhes. Luís XIV remediou o dano à dignidade do ramo de Orleães com um enorme dote de dois milhões de libras em dinheiro, anuidades de 150.000 libras para sua filha e de 200.000 libras para seu genro, além de uma grande quantidade em pedras preciosas e joias valiosas como presentes de casamento. Após a cerimônia, um banquete foi oferecido na Galeria dos Espelhos com todos os príncipes e princesas de sangue real presentes. Os convidados incluíam o rei exilado Jaime II de Inglaterra e sua esposa, Maria de Modena. Foi a rainha inglesa exilada que, mais tarde, na noite de núpcias teve a honra de acompanhar a nova "Duquesa de Chartres" aos seus aposentos para a consumação do casamento.

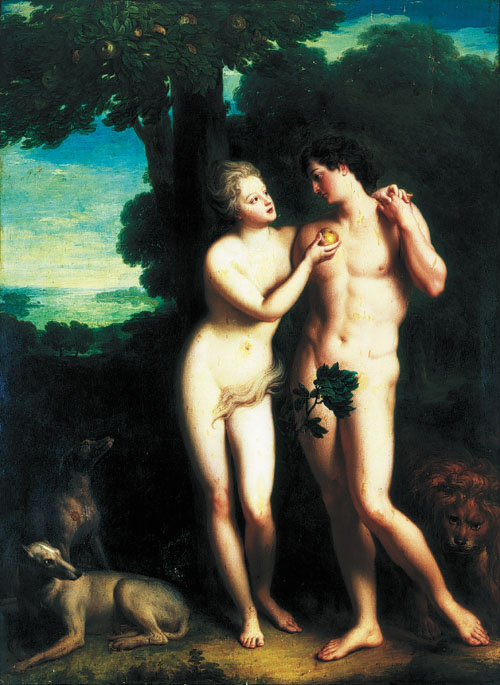
Alegoria de Filipe com a amante Madame de Parabère, retratados como Adão e Eva, em 1716, por Jean-Baptiste Santerre

O jovem casal, incompatível desde o início, nunca chegou a gostar um do outro, e logo o jovem Filipe deu à esposa o apelido de "Madame Lúcifer". Apesar disso, eles tiveram oito filhos, sete meninas e um menino. Ao longo do casamento, Filipe teve muitas amantes enquanto a esposa preferia viver isolada em Saint-Cloud, no Palácio Real ou em sua residência privada em Bagnolet. Sua amante mais célebre foi Marie-Madeleine de Parabère, que foi sua amante principal durante quase toda o período da regência, bem como outras personalidades como a Condessa de Sabran, a Condessa d'Averne e Marie-Thérèse Blonel de Phalaris. O duque teve filhos ilegítimos de seus inúmeros casos amorosos, aos quais mais tarde concedeu altas dignidades. Entre seus bastardos figuravam, entre outros, Carlos de Saint-Alin, conhecido como Abade de Orleães, João Filipe de Orleães, conhecido como Cavaleiro de Orleães, e Angélica de Froissy, mais tarde "Condessa de Ségur".
Na época, houve também rumores de um relacionamento incestuoso entre o duque e sua filha, Maria Luísa Isabel de Orleães. Esses rumores, todavia, nunca foram confirmados, embora o duque os incitava demonstrando comportamento demasiado afetuoso para com a filha na frente de toda a corte. Os rumores também foram usados pela oposição durante o período de Filipe como regente e foram a inspiração de canções e poemas difamatórios.

## Duque de Orleães
Em 1701, seu pai, Monsieur, na sequência de uma discussão furiosa com Luís XIV sobre questões financeiras e familiares, sofre um derrame e morre. Filipe, na altura com vinte e sete anos, herda o título de "Duque de Orleães", bem como os Condados de Anjou, Montpensier, o Ducado de Némours e o Principado de Joinville.
Luís XIV, sentindo uma certa responsabilidade pela morte repentina de seu único irmão, assegurou ao jovem duque de Orleães sua confiança e apoio. Ele foi encarregado de altos cargos de comando militar durante a campanha italiana da Guerra da Sucessão Espanhola, bem como ganhou grande reconhecimento por sua atuação na Batalha de Turim em 1706. Filipe foi condecorado com a Ordem do Templo.
Entretanto Orleães e o tio Luís XIV frequentemente entravam em atrito, em grande parte ao liberalismo e ateísmo do jovem duque. Apesar disso, o rei já idoso, em seu testamento, nomeia o sobrinho como regente do reino em caso da sua morte durante a menoridade de seu único descendente direto sobrevivente, o bisneto Luís, Duque de Anjou. Mas, o rei desconfiado tentou limitar o poder do sobrinho e, no mesmo testamento, transferiu o poder governamental real para um conselho de regentes, do qual Orleães seria apenas presidente. O testamento retirou a educação do Duque de Anjou das mãos do regente, confiando-a Luís Augusto de Bourbon, Duque de Maine, filho legitimado do rei com Madame de Montespan. Do mesmo modo, o testamento garantia que, em caso de morte do Duque de Anjou, o trono poderia ser herdado pelo próprio bastardo legitimado de Luís XIV, em detrimento dos membros da Casa de Orleães.

## Regência
Em 1715, Luís XIV morreu e Filipe de Orleães tornou-se regente da França. Como primeira medida, ele desafiou o testamento de Luís XIV perante o Parlamento de Paris, exigindo que o Duque de Maine fosse destituído de seus poderes e permanentemente excluído da sucessão ao trono francês. Finalmente, depois de comprometer-se com o parlamento em restaurar o direito de veto (droit de remontrance) do tribunal parisiense, o parlamento reconheceu Filipe como o único regente, cujos poderes seriam ilimitados e a formação do Conselho de Estado ficando ao seu critério. Esta concessão sinalizou o enfraquecimento do absolutismo.

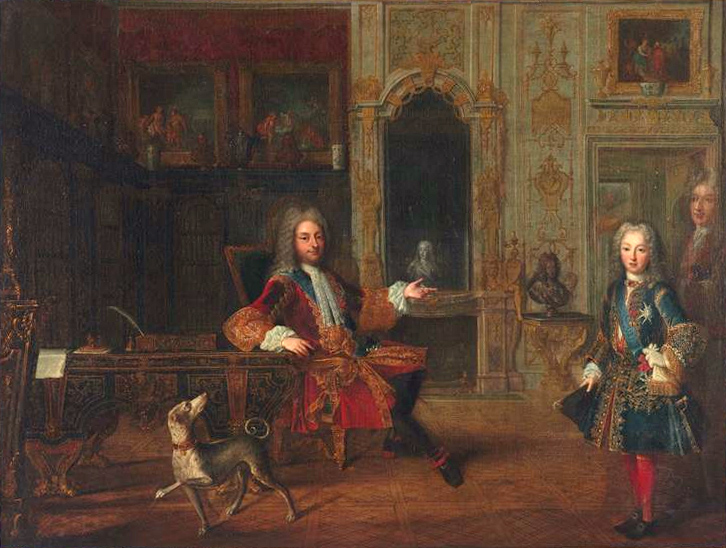
O Duque de Orleães, Regente da França, com Luís XV

O período de oito anos em Filipe de Orleães governou de facto a França ficou conhecido como "a Regência" (la Régence) e foi marcado pela mudança radical no modo de governar, do despotismo ao reformismo. Adepto do liberalismo, ateísmo, o maçom Filipe afastou  gradualmente os jesuítas das esferas de poder, ao mesmo tempo que promovia leituras de obras satíricas de François Rabelais e organizava orgias depravadas nos feriados católicos.
Ele rompeu com as campanhas de conquista de seu tio e tentou preservar a paz. Ele apoiou os jansenistas, abandonando a causa da Casa de Stuart, que ele havia apoiado até então, bem como tentou restaurar as finanças do estado, que haviam sido reduzidas a quase zero durante as guerras. Com seu amigo, o economista escocês John Law, ele fundou o Banco Central da França (Banque Générale) em 1716. Law fundou empresas comerciais e impulsionou o comércio exterior. Ele introduziu algumas reformas progressivas como a abolição de taxas alfandegárias internas, assistência aos camponeses contra grandes proprietários de terras, impostos de renda expandidos e mais justos, desenvolvimento industrial e construção de estradas. No início de 1720, o regente nomeou Law como comissário financeiro chefe (contrôleur général des finances) e depois como ministro das finanças (surintendant général des finances). Devido à escassez de metais preciosos, Law imprimiu papel-moeda, mas surgiram fortes especulações contra isso, o que levou à falência em março de 1720, eclodiram motins em massa e, em dezembro, Law deixou o país, fugindo para Veneza. Durante a crise, muitos pequenos investidores e aristocratas perderam fortunas significativas, os especuladores enriqueceram, mas, paradoxalmente, a dívida nacional foi reduzida.

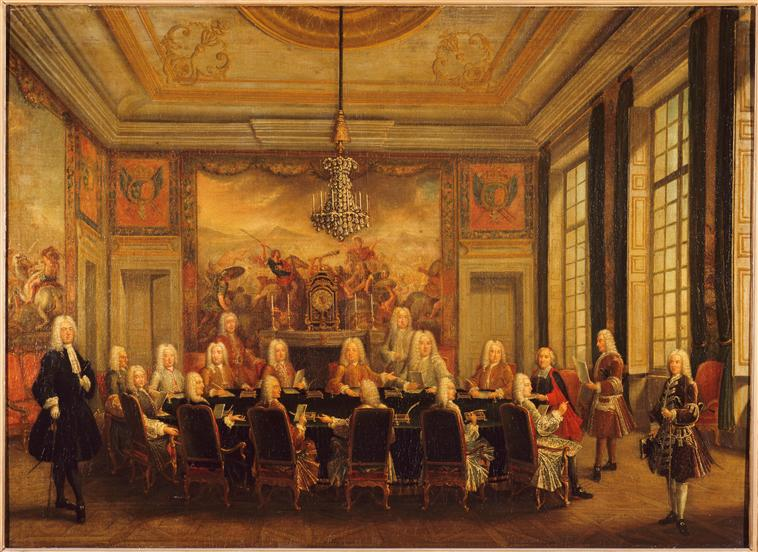
Reunião do Conselho de Regência, 1716

O regente também procurou reformar o governo. Enquanto o próprio Luís XIV liderava o Conselho Real, Filipe liderava um sistema de polissinodia, cujos poderes eram balanceados, sendo os ministros substituidos por conselhos independentes que integravam a aristocracia e especialistas. Cada conselho de Estado era responsável por uma área específica do governo. No entanto, as reformas foram paralisadas por grandes conflitos de poder. Filipe nomeou seu antigo tutor, o abade Guillaume Dubois, como conselheiro de Estado e depois como ministro das Relações Exteriores. Dubois, sedento de poder, limitou o funcionamento da polissinodia, submetendo os conselhos independentes à sua própria vontade.
Nesse ínterim, na sequência da conclusão da Guerra da Sucessão Espanhola, a Espanha emergiu de seu isolamento e o rei Filipe V da Espanha, neto de Luís XIV, fez uma tentativa de recuperar a coroa da França de seu falecido avô. Contando com aristocratas insatisfeitos com a regência de Orleães, agentes secreta, entre eles a a Duquesa de Maine, tramaram uma conspiração para derrubar o regente. O complô, chamado de Conspiração de Cellamare em homenagem ao Conde Cellamare, embaixador espanhol que a liderava, foi exposto pelo Ministro das Relações Exteriores, o Cardeal Dubois, e os participantes foram exilados. O Conde Cellamare foi expulso da França e Dubois conseguiu até mesmo derrubar o ministro espanhol Alberoni, que estava por trás do plano desde a Espanha. Filipe V lançou-se, então, a guerra pela coroa francesa. O regente, ciente das proibições da Paz de Utrecht e de sua própria e bem compreendida perspectiva de poder, impôs sua vontade ao parlamento em setembro de 1718, e, com a assistência de Dubois, formou uma aliança com os antigos inimigos da França, a Grã-Bretanha, o Sacro Império, o Ducado de Saboia e os Países Baixos em janeiro de 1719, entrando em guerra contra a Espanha. A Guerra da Quádrupla Aliança ocorreu entre 1718 e 1720 e terminou com a derrota da Espanha. O Tratado de Haia de 1720 garantiu a paz europeia e prestígio ao regente, que, todavia, não pode gozá-lo, haja vista uma epidemia de peste eclodiu no sul da França, nos arredores de Marselha, e durou até a primavera de 1722, causando cerca de cem mil vítimas.
Após a guerra, uma reaproximação entre França e Espanha tomou lugar. O rei Filipe V da Espanha e o regente Filipe de Orleães concordaram com casamentos dinásticos mútuos em 1721. A filha de três anos do rei Filipe V, a infanta Mariana Vitória da Espanha, foi prometida ao rei Luís XV, na altura com onze anos, ao passo que a filha do regente Luísa Isabel de Orleães foi prometida ao herdeiro do rei espanhol, Luís, Príncipe das Astúrias. Do mesmo modo, uma outra filha de Filipe de Orleães, Filipina Isabel de Orleães, foi prometida a outro filho do de Filipe V, o infante Carlos, herdeiro aparente da coroa do Ducado de Parma. O projeto dos casamentos franco-espanhóis foi o grande último ato do governo regencial de Filipe de Orleães antes de sua morte em 1723.

## Morte
Em 15 de fevereiro 1723, o tribunal de Paris declarou o rei Luís XV maior de idade e Filipe e os membros do conselho de regência abdicaram. O jovem rei continuou a manter seu amado tio-avô ao seu lado como seu principal conselheiro. Em agosto do mesmo ano, quando o primeiro-ministro nomeado por Filipe, o influente Cardeal Dubois, morreu, o rei nomeou o próprio Filipe como o novo primeiro ministro do reino.
Entretanto, a saúde de Filipe já estava debilitada. Ele sofreu um derrame e morreu em Versalhes em 2 de dezembro de 1723, aos 49 anos. Quando da sua morte, Luís XV nomeou Luís Henrique, Duque de Bourbon como seu sucessor ao cargo de primeiro ministro do rei. Filipe foi sepultado Basílica de Saint-Denis, em Paris, local de sepultamento da família real francesa. Segundo o costume da época, seu coração foi colocado na Igreja de Val-de-Grâce, em Paris, e suas entranhas, na igreja de sua cidade natal, Saint-Cloud. Seu túmulo, como outros túmulos reais, foi profanado durante a Revolução Francesa.

## Personalidade e influência

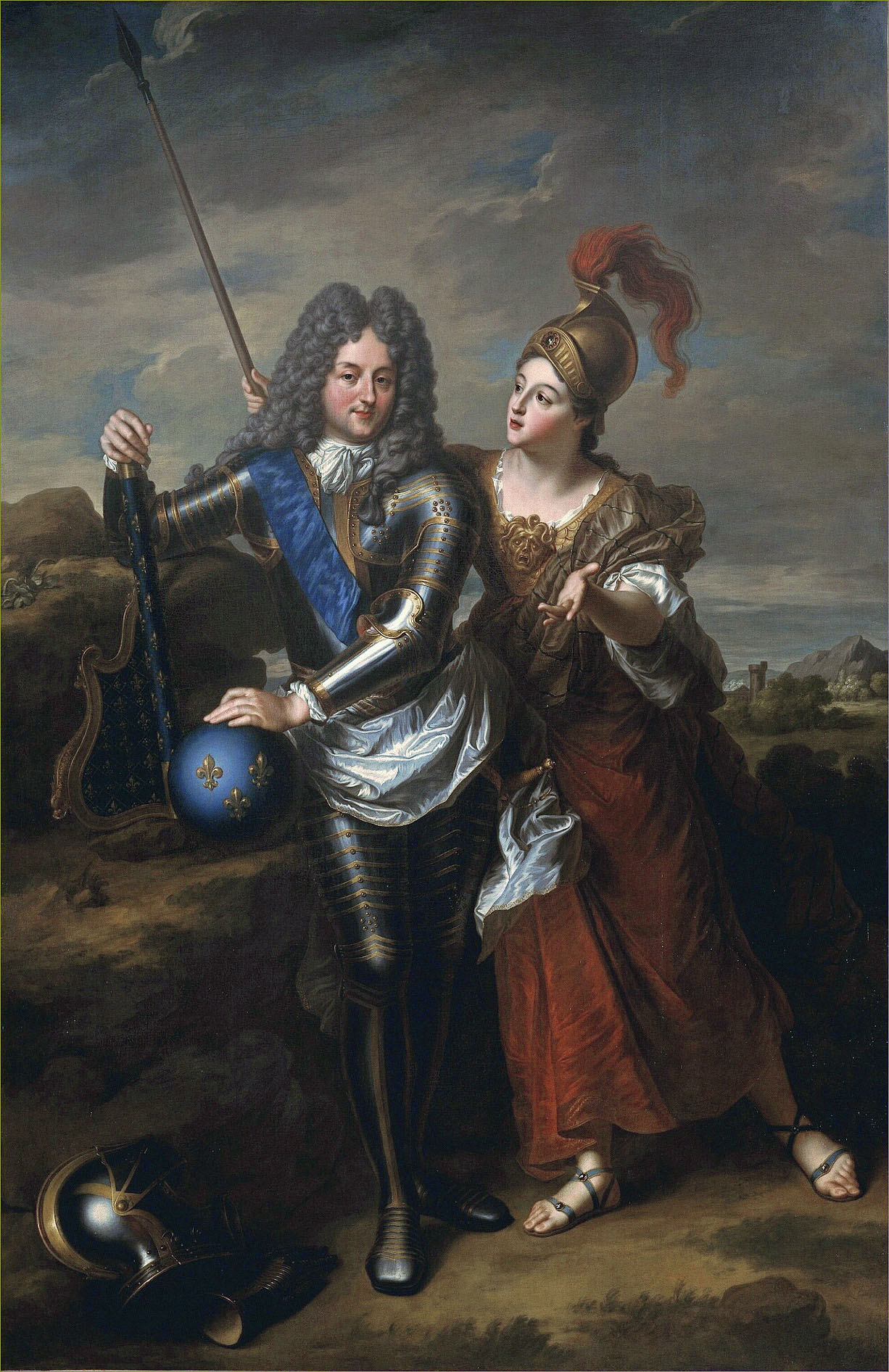
O Regente da França com a amante Madame de Parabère retratada como Minerva, a deusa romana das artes, c. 1716, por Jean-Baptiste Santerre.

Filipe foi descrito como inteligente, inovador e fortemente liberal, mas sem a força de vontade, consistência e influência de seu tio Luís XIV. Suas decisões eram muitas vezes guiadas por emoções momentâneas e por conselheiros em quem confiava. Ele frequentemente mudava de opinião dependendo do seu humor. Como regente ele mudou radicalmente seu estilo de governança fundamentalmente autoritário de Luís XIV, abrindo espaço para negociações abertas entre poderosos grupos de interesse. Ele fortaleceu o Parlamento de Paris e se opôs à censura, permitindo a republicação de livros outrora proibidos no reinado de Luís XIV. Embora a Companhia de Jesus se opusesse veementemente ao estabelecimento de universidades em áreas rurais, o regente fundou universidades em Caen, Dijon e Pau, das quais os jesuítas só conseguiram colocar esta última sob seu controle.
O regente era um homem extremamente educado e habilidoso. Ele próprio atuou em representações na corte das peças de Molière e Racine. As óperas que ele compôs ainda eram apresentadas regularmente nas décadas após sua morte. Ele estava extremamente interessado em novas conquistas em ciência e tecnologia e consultava regularmente os maiores cientistas. Um entusiasta das artes, Filipe deixou uma lendária coleção de pinturas. Ele aboliu as taxas de matrícula da Universidade de Sorbonne, em Paris. Durante os anos da regência de Filipe, o Rococó floresceu e Jean-Antoine Watteau realizou muitos trabalhos durante esse período.
Se na vida pública o regente era visto como um liberal que proporcionou um aumento da qualidade de vida da classe média alta e fez proliferar os salões literários, a sua vida privada, no entanto, era caracterizada por uma devassidão desenfreada. Filipe escandalizou aqueles ao seu redor com sua visão de mundo livre e estilo de vida abertamente imoral. Ele organizava festas regulares, seja no Palácio Real ou dentro dos muros de Versalhes, que culminavam em verdadeiras orgias. O próprio Cardeal Dubois era um participante regular nestas reuniões, encorajando Filipe a perseguir os prazeres sensuais, aumentando assim o seu próprio poder. A mãe do regente, Isabel Carlota, queixava-se repetidamente em sua correspondência sobre o estilo de vida errante do filho.
A moral liberalizada e um estilo de vida dissoluto e baseado em princípios hedonistas influenciaram tanto o século XVII na França quanto o rei Luís XV, que idolatrava seu tio-avô e cuja sua personalidade foi desenvolvida tendo o regente como exemplo. Embora o período regencial tenha trazido um grande desenvolvimento cultural, que continuou durante o reinado de Luís XV, politicamente sinalizou a crise da monarquia absoluta e o início do declínio da França como grande potência.

## Representações na cultura
No longa-metragem francês Que la fête begin... de 1975, o regente é interpretado por Philippe Noiret e o abade Dubois é interpretado por Jean Rochefort. No longa-metragem franco-belga L'échange des princesses de 2017, o duque de Orleães é interpretado por Olivier Gourmet. Na série de televisão espanhola La vida breve (2024), Filipe é interpretado por Alexandre Blazy.

## Descendência
| Nome                                                 | Retrato | Nascimento             | Morte                   | Notas                                                                        |
| ---------------------------------------------------- | ------- | ---------------------- | ----------------------- | ---------------------------------------------------------------------------- |
| Com Francisca Maria de Bourbon, Legitimada da França |         |                        |                         |                                                                              |
| Maria Isabel de Orleães                              |         | 17 de dezembro de 1693 | 17 de outubro de 1694   | Morreu na infância.                                                          |
| Maria Luísa Isabel de Orleães                        |         | 20 de agosto de 1695   | 21 de julho de 1719     | Casou-se com Carlos, Duque de Berry, com descendência.                       |
| Luísa Adelaide de Orleães                            |         | 13 de agosto de 1698   | 10 de fevereiro de 1743 | Morreu sem se casar, foi abadessa de Chelles.                                |
| Carlota Aglaé de Orleães                             |         | 20 de outubro de 1700  | 19 de janeiro de 1761   | Casou-se com Francisco III, Duque de Módena, com descendência.               |
| Luís, Duque de Orleães                               |         | 4 de agosto de 1703    | 4 de fevereiro de 1752  | Casou-se com Joana de Baden-Baden, com descendência.                         |
| Luísa Isabel de Orleães                              |         | 11 de dezembro de 1709 | 16 de junho de 1742     | Casou-se com Luís I da Espanha, sem descendência.                            |
| Filipina Isabel de Orleães                           |         | 18 de dezembro de 1714 | 21 de maio de 1734      | Morreu sem se casar.                                                         |
| Luísa Diana de Orleães                               |         | 27 de junho de 1716    | 26 de setembro de 1736  | Casou-se com Luís Francisco de Bourbon, Príncipe de Conti, com descendência. |
| Com Florence Pellerin                                |         |                        |                         |                                                                              |
| Carlos de Saint-Alin                                 |         | 5 de abril de 1698     | 9 de abril 1764         | Morreu sem se casar, abade de Orleães.                                       |
| Com Marie Louise Madeleine Victoire d’Argenton       |         |                        |                         |                                                                              |
| João Filipe de Orleães                               |         | 28 de agosto de 1702   | 16 de junho de 1748     | Morreu sem se casar, com descendência ilegítima.                             |
| Com Charlotte Desmares                               |         |                        |                         |                                                                              |
| Angélica de Froissy                                  |         | 16 de novembro de 1700 | 15 de outubro de 1785   | Casou-se com Henri François, Conde de Ségur, com descendência.               |